# Kencie
Kencie (Howea, syn. Howeia) je rod palem pocházející z ostrova lorda Howa v Austrálii. Zahrnuje dva blízce příbuzné druhy, které se od sebe v mládí těžko rozlišují, až později se lépe rozeznají podle vzrůstu:
- Howea belmoreana - roste relativně pomalu, má vzpřímené listy
- Howea forsteriana - roste rychleji, má do široka sehnuté listy

## Pěstování
Kencie se v Česku pěstuje ze semen, které se dovážejí z Austrálie. Rostliny jsou většinou zasazeny po třech kusech do jednoho květináče. Oba druhy tvoří kmínek. Jedny z mála druhů palem, které se velmi snadno pěstují. Velice dobře vypadají v interiéru jako dekorace.
Rostlinu je nejvhodnější umístit v místnosti na světlé až polostinné místo. Kencie nesnášejí slunce. Stačí jim i málo světla. Vhodná teplota je pro palmu přes den do 25 °C a přes noc 15-18 °C. Od konce května můžeme rostlinu umístit ven na místo, kde bude mít stín a bude v závětří. Rostlina se přesazuje jen v případě, že je květináč zcela prokořeněný. Při přesazování je vhodné položit na dno květináče vrstvu keramzitu nebo střepů.
Kencie se zalévá jen mírně a vždy se musí nechat dobře vyschnout. V zimě se může rostlina lehce přelít, a to zejména, pokud je pěstována v plastovém květináči, proto je lepší kencii pěstovat v hliněným květináči, který je schopný vysát přebytečnou vodu a pak ji postupně předávat do půdy.
Pro kencii je možné použít obvyklou zeminu pro květ, do které přimícháme trochu písku. Tato palma se hnojí od března do září.

### Škůdci a choroby
Pokud je rostlina v prostředí, kde je suchý vzduch, může se na ní objevit napadení sviluškami a štítěnkami. Při přelévání rostliny zahnívá vegetační vrchol, tzv. „srdce“.